# بلمار، نیوجرسی
بلمار (به انگلیسی: Belmar) شهری در ایالت نیوجرسی کشور ایالات متحده آمریکا است که جمعیت آن در سرشماری سال ۲۰۱۰ میلادی، ۵٬۷۹۴ نفر بوده‌است.